# Stabilimento Stellantis di Betim
Lo stabilimento Stellantis di Betim è una fabbrica che produce automobili a Betim nello stato di Minas Gerais, attualmente gestita da Stellantis.

## Storia
La costruzione dello stabilimento è iniziata nel 1973 ed è stato inaugurato tre anni dopo, il 9 luglio 1976. La prima vettura prodotta è stata la Fiat 147. La produzione è cresciuta costantemente, partendo dalle 62.757 Fiat 147 prodotte nel 1977, arrivando a 713.248 unità nel 2008 e 850.000 unità prodotte nel 2012, record storico del marchio in Brasile.
Per far fronte alla saturazione di questo sito storico e al costante aumento della domanda, FIAT ha deciso di costruire un secondo sito industriale in Brasile. Nel 2010 è stata posata la prima pietra del nuovo stabilimento di Goiana, che ha rappresentato un investimento di 5 milioni di euro. Ha aumentato la produzione di vetture FIAT di 250.000 unità all'anno, raggiungendo una capacità produttiva annua di 1.150.000 nel 2016.
Dal 2015, l'impianto produttivo dispone di 4 linee di produzione complete in cui vengono prodotti 16 diversi modelli con oltre 120 versioni destinate al mercato brasiliano e all'esportazione in tutti i paesi dell'America Latina. La sua produzione media giornaliera raggiunge le 3.500 unità.

## Automobili prodotte

### Auto in produzione
| Foto | Marca      | Modello       | Inizio produzione |
| ---- | ---------- | ------------- | ----------------- |
|      | FIAT       | Fiorino       | 2013              |
|      | Ram Trucks | V700 Rapid    | 2014              |
|      | FIAT       | Mobi          | 2014              |
|      | FIAT       | Argo          | 2017              |
|      | FIAT       | Strada        | 2020              |
|      | Ram        | 700           | 2020              |
|      | FIAT       | Pulse         | 2021              |
|      | Peugeot    | Partner Rapid | 2022              |

### Auto fuori produzione
| Foto | Marca      | Modello      | Inizio produzione | Fine produzione |
| ---- | ---------- | ------------ | ----------------- | --------------- |
|      | Alfa Romeo | 2300         | 1978              | 1986            |
|      | FIAT       | 147          | 1976              | 1987            |
|      | FIAT       | 147 Panorama | 1980              | 1987            |
|      | FIAT       | Duna         | 1985              | 1995            |
|      | FIAT       | Elba         | 1985              | 1995            |
|      | FIAT       | Tipo         | 1993              | 1997            |
|      | FIAT       | Tempra       | 1991              | 1998            |
|      | FIAT       | Bravo        | 1995              | 2001            |
|      | FIAT       | Brava        | 1999              | 2003            |
|      | FIAT       | Marea        | 1998              | 2008            |
|      | FIAT       | Stilo        | 2003              | 2010            |
|      | FIAT       | Uno          | 1983              | 2013            |
|      | FIAT       | Palio I      | 1996              | 2016            |
|      | FIAT       | Siena        | 1997              | 2016            |
|      | FIAT       | Idea         | 2005              | 2016            |
|      | FIAT       | Bravo        | 2010              | 2016            |
|      | FIAT       | Grande Punto | 2007              | 2017            |
|      | FIAT       | Linea        | 2007              | 2018            |
|      | FIAT       | Palio II     | 2011              | 2018            |
|      | FIAT       | Strada       | 1998              | 2020            |
|      | Ram        | 700          | 2014              | 2020            |
|      | FIAT       | Doblò        | 2001              | 2021            |
|      | FIAT       | Uno          | 2010              | 2021            |
|      | FIAT       | Grand Siena  | 2012              | 2021            |